# 핀란드어 철자법
핀란드어의 철자법은 라틴 문자를 기본으로 스웨덴어 알파벳에서 유래한 고유 알파벳이 추가되어 총 28개 문자로 이루어져 있다. 핀란드어의 철자법은 모든 형태소를 음운론적으로 표현할 수 있는 것을 목적으로 하고 있으며, 때문에 거칠게 말하면 각 문자의 음가는 일부 예외를 제외하면 해당 음가의 국제음성기호와 거의 일치한다. 즉 발음에 복잡한 변칙사항이 전혀 없어서 라틴어 읽듯이 줄줄 읽으면 된다.

## 문자
| 문자 | 문자의 이름                                  | 문자의 이름                           | 발음 및 예시 (보다 상세한 것은 핀란드어 음운론 참조) |
| 문자 | 핀란드어 표기                                | 국제음성기호 표기                     | 발음 및 예시 (보다 상세한 것은 핀란드어 음운론 참조) |
| ---- | -------------------------------------------- | ------------------------------------- | --- |
| A, a | 아(aa)                                       | /ɑː/                                  | |
| B, b | 베(bee)                                      | /beː/                                 | 상대적으로 새로운 외래어, 예컨대 바나나, 버스 따위에서 발생한다. 발음은 ㅂ[b̥] 또는 ㅍ[p]. |
| C, c | 세(see)                                      | /seː/                                 | 아직 자리잡지 못한 외래어, 예컨대 커리, 세슘 따위에서 발생한다. 발음은 ㅋ[k] 또는 ㅅ[s]. |
| D, d | 데(dee)                                      | /deː/                                 | 표준 발음은 ㄷ[d]이지만 늘어진 유성음 [d̥] 또는 [t̪]로도 발음될 수 있으며, 방언마다 발음 차이가 매우 심하다. 서부에서는 치경 탄음 ㄹ[ɾ]로 발음되는 경우도 있지만 동부 방언에서는 전혀 그런 현상이 없다. |
| E, e | 에(ee)                                       | /eː/                                  | 정확한 발음은 전설 비원순 중고모음 ㅔ[e]와 전설 비원순 중저모음 ㅐ[ɛ] 사이이다. |
| F, f | 애프(äf), 애패(äffä)                         | /æf/, /ˈæf.fæ/, 때때로 /ef/           | 상대적으로 새로운 외래어, 예컨대 아스팔트, 유니폼 따위에서 발생한다. 서부 일부 방언을 제외하면 핀란드어 방언들에서 무성 순치 마찰음 ㅍ/f/는 거의 순치 접근음 ㅂ/ʋ/ 또는 /hʋ/로 대체된다. e.g. 커피를 의미하는 핀란드어: kahvi 카흐비/ˈkah.ʋi/[*] < 스웨덴어: kaffe 카페[*]. 보다 새로운 외래어의 경우에도 f 철자가 아예 v 철자로 대체되기도 한다. e.g. 유니폼을 의미하는 핀란드어: univormu 우니보르무[*] |
| G, g | 게(gee)                                      | /ɡeː/                                 | 연구개 비음 [ŋː] 발음인 ng에 포함된 형태로 발생한다. 그 외에 g가 발생하는 경우는 외래어들로서 유전자를 의미하는 핀란드어: geeni 게니[*] < 영어: gene 따위가 있다. 이때 발음은 대개 ㄱ[ɡ̊] 또는 ㅋ[k]이다. |
| H, h | 호(hoo)                                      | /hoː/                                 | 대개 무성 마찰음 ㅎ[h] 소리가 나지만 선행하는 홀소리에 따라 정확한 발음에 차이가 발생한다. 홀소리 두 개 사이에 끼여 있을 때는 breathy voice [ɦ]로 발음된다. |
| I, i | 이(ii)                                       | /iː/                                  | [i] |
| J, j | 이이(jii)                                    | /jiː/                                 | 독일어나 스웨덴어와 마찬가지로 [j], 즉 영어의 y 발음을 나타낸다. 프랑스어나 영어에서처럼 마찰음이나 파찰음 ㅈ 음가를 가지지는 않는다. 예외는 없다. |
| K, k | 코(koo)                                      | /koː/                                 | |
| L, l | 앨(äl), 앨래(ällä)                           | /æl/, /ˈæl.læ/, 때때로 /el/           | |
| M, m | 앰(äm), 앰매(ämmä)                           | /æm/, /ˈæm.mæ/, 때때로 /em/           | |
| N, n | 앤(än), 앤내(ännä)                           | /æn/, /ˈæn.næ/, 때때로 /en/           | |
| O, o | 오(oo)                                       | /oː/                                  | 정확한 발음은 ㅗ[o] 와 ㅓ[ɔ] 사이. |
| P, p | 페(pee)                                      | /peː/                                 | |
| Q, q | 쿠(kuu)                                      | /kuː/                                 | 주로 외래 고유명사에서 발생한다. 이중글자 qu는 대개 kv로 대체된다. 발음은 ㅋ[k]. |
| R, r | 애르(är), 애래(ärrä)                         | /ær/, /ˈær.ræ/, 때때로 /er/           | |
| S, s | 애스(äs), 앳새(ässä)                         | /æs/, /ˈæs.sæ/, 때때로 /es/           | |
| T, t | 테(tee)                                      | /teː/                                 | 정확한 발음은 치경음 ㅌ[t]보다 치음 [t̪]에 가깝다. |
| U, u | 우(uu)                                       | /uː/                                  | 정확한 발음은 ㅜ[u] 와 ㅗ[o] 사이. |
| V, v | 베(vee)                                      | /ʋeː/                                 | 대개 마찰음 ㅂ[v] 보다 근접음 ㅂ[ʋ]으로 발음된다. |
| W, w | 칵소이스베(kaksois-vee), 투플라베(tupla-vee) | /ʋeː/, /ˈkɑk.soisˌʋeː/, /ˈtup.lɑˌʋeː/ | 영어로는 "더블브이(double-v)". v의 오래된 변형에서 발생한다. 그외에는 정착되지 못한 외래어나 외래 고유명사에서만 발생한다. Waltari 발타리[*](e.g. 작가 미카 발타리) 같은 희귀한 성씨에서 나타나기도 한다. w의 발음은 v와 같이 취급되며 대개 근접음 ㅂ[ʋ]로 발음된다. |
| X, x | 액스(äks), 액새(äksä)                        | /æks/, /ˈæk.sæ/, 때때로 /eks/         | 정착되지 못한 외래어, 예컨대 택시, 팩스 따위에서 발생한다. 핀란드어에서는 x를 ks로 바꿔 쓰는 것이 선호된다. 앞서 예로 든 택시는 taksi 탁시[*]), 팩스는 faksi 팍시[*] 같은 식이다. 발음은 대개 ㅋㅅ[ks]. |
| Y, y | 위(yy)                                       | /yː/                                  | 정확한 발음은 ㅟ[y] 와 ㅚ[ø] 사이이다. |
| Z, z | 체트(tset), 체타(tseta)                      | /tset/, /ˈtse.tɑ/, /zet/, /ˈze.tɑ/    | 정착되지 못한 외래어, 예컨대 피자 따위에서 발생한다. z는 ts로 바꿔 쓰일 수 있다. e.g. 피자를 의미하는 핀란드어: pitsa 피차[*]. 발음은 대개 ㅊ[ts]이지만 때때로 ㅅ[s] 또는 ㅈ[z]이 되기도 한다. |
| Å, å | 스웨덴식 오 (ruotsalainen oo)                | /oː/, /ˈruot.sɑˌlɑi.nen oː/           | "스웨덴식 o"로서 스웨덴어 알파벳에서 유래했으나 현재는 거의 사라졌다. 스웨덴계 핀란드 고유명사(e.g. 초대 대통령 카를로 유호 스톨베리의 이름 Ståhlberg 스톨베리[*])에만 남아있다. 발음은 ㅗ[o]. 스웨덴계가 아닌 순수 핀란드어 낱말 중에 이 글자 å가 사용되는 예는 존재하지 않는다. |
| Ä, ä | 애(ää)                                       | /æː/                                  | |
| Ö, ö | 외(öö)                                       | /øː/                                  | 정확한 발음은 전설 원순 중모음 ㅚ[ø] 와 전설 원순 중저모음 ㅚ[œ]의 중간. |